# プストシカ
座標: 北緯56度20分 東経29度22分 / 北緯56.333度 東経29.367度
プストシカ（ロシア語: Пустошка, Pustoshka）は、ロシアのプスコフ州南部にある町。州都プスコフからは南東へ191kmで、ヴェリーカヤ川流域の支流クルペヤ川とクルペイスコエ湖に沿って町が広がる。
モスクワとリガを結ぶ鉄道およびロシア連邦道路M9が通り、ヴェリーキエ・ルーキとセーベジの中間に位置する。またサンクトペテルブルクとネヴェリを結びベラルーシ、ウクライナへ伸びる高速道路M20も通り、オポーチカとネヴェリの間に位置する。
人口は2002年全ロシア国勢調査で5,509人。主な産業は製材や食品など。
プストシカはモスクワ・リガ間の鉄道の建設とともにできた集落で、1901年に開通した際には駅もできた。1925年には市の地位を得ている。第二次世界大戦では1941年7月16日から1944年2月27日までドイツ国防軍の占領下にあり、赤軍の第2バルト戦線により奪回された。